# 楚科奇自治区州长
楚科奇自治区州长（俄语：Губернатор Чукотского автономного округа），又译楚科奇自治区行政长官，是根據俄罗斯联邦《楚科奇自治區憲章》第40條設立的楚科奇自治区政治體系中的最高行政首长。每一屆州长任期為5年。

## 名称
在苏联时期，楚科奇的行政首长被称作楚科奇民族区（或译作楚科奇自治区）执行委员会主席（俄语：Председатели Чукотского окружного исполкома）。苏联解体后，楚科奇自治区的行政首长被译作“州长”或“行政长官”，亦有部分文献译作“区长”。

## 历史
1991年11月11日，苏联时期的末任楚科奇自治区执行委员会主席亚历山大·纳扎罗夫被时任俄罗斯总统鲍里斯·叶利钦任命为楚科奇自治区的首任州长。在纳扎罗夫的领导下，楚科奇自治区的工业生产量急剧下降，大多数矿区居民点被废弃，地区总人口从1989年的近164,000人下降到2002年的54,000人。2000年，纳扎罗夫在竞选连任期间被联邦税务警察局传唤接受调查，随后不久，他放弃了自己的候选人资格。
纳扎罗夫的继任者是俄罗斯寡头、来自楚科奇选区的第三届国家杜马议员罗曼·阿布拉莫维奇。据媒体报道，他将大量自有资金投入到该地区的发展和提高当地居民的生活水平上。在2006年12月和2007年秋，阿布拉莫维奇前后两次请求辞职，但克里姆林宫均未批准。2008年7月，阿布拉莫维奇离职，原比利比諾區区长罗曼·科平接任州长。
2023年3月，担任州长达14多年之久的罗曼·科平辞职，俄罗斯总统弗拉基米尔·普京任命时任卢甘斯克人民共和国副总理的弗拉季斯拉夫·庫茲涅佐夫为楚科奇自治区代理州长。同年9月，库兹涅佐夫在2023年俄罗斯选举中以74.32%的支持率正式当选州长。

## 职权
楚科奇自治区作为俄罗斯的一个拥有广泛自治权的联邦主体，有权与联邦、境内的其他州及地方自治机关建立关系，签署对外经济合同和协议。根据《楚科奇自治区宪章》，楚科奇自治区的州长的职权有公布法律、组建政府、向议会报告工作、提供环境报告、任命联邦代表、要求召开议会特别会议、参与议会会议、协调行政活动、与外国政府机构谈判、提交预算草案和执行报告、批准合同和协议、管理预算资金、提前终止议会权力、解除地方官员职务、任命副职和中央执行机关负责人以及拥有立法倡议权等。此外，楚科奇自治区州长还负责任命选举委员会成员、领导安全委员会和其他联合机构。